# ケナ
ケナ（英語: Qena, アラビア語: قنا, アラビア語エジプト方言発音: [ˈʔenæ]）は、エジプトのケナ県の県都である。ケーネ、ケナー、ケイナ、キナ、キーナ、キナー、ゲナ、エナなどとも。英語: Qina, Kena, Kaine, Caene などともつづる。

## 歴史
古代ローマ時代から続く都市で、古称ケネポリス (Caenepolis)。

## 地理
ナイル川中流右岸に位置する。ナイル川の水運と、紅海沿岸サファーガへのキャラバンとが接続する、交通の要所である。

ケナ県の位置 (21)